# Carter Family
The Carter Family var en amerikansk countrygrupp som uppträdde och spelade in musik mellan 1927 och 1943. Deras musik, med stämsång, mountain gospels, ballader och traditionella låtar, hade ett stort inflytande på senare bluegrass-, country- och rockmusikermusiker, och den amerikanska folkmusikrörelsen under 1960-talet.
Originalgruppen bestod av:
- A.P. Carter (egentligen Alvin Pleasant Delaney Carter) (1891-1960).
- Sara Carter, gift med A.P. Carter (1898-1979).
- Maybelle Carter gift med A.P. Carters bror Ezra Carter (1909-1978).

Alla tre var födda och uppväxta i sydvästra Virginia och fick som grupp en framgångsrik karriär med sin musik, med A.P. sjungande basstämma, Sara på huvudsång, autoharp och gitarr, och Maybelle med stämsång och sitt karakteristiska och innovativa gitarrspel som kom att känneteckna gruppen. A.P.s viktigaste bidrag bestod av samlingen av sånger och ballader han hämtade vid sina resor i bergstrakterna kring deras hem i Maces Springs, Virginia. Utöver detta, genom att vara en man, gjorde han det möjligt för Sara och Maybelle att uppträda utan bli stämplade under denna tidsperiod. Sara och Maybelle arrangerade sångerna som A.P. hittade och de skrev även egna låtar.

## De första åren
De började sin karriär den 31 juli, 1927 när A.P. övertygat Sara och Maybelle (som vid denna tid var gravid) att resa från Maces Springs till Bristol, Tennessee för att göra en audition för musikproducenten Ralph Peer som sökte nya talanger för den relativt outvecklade musikindustrin. Gruppen erhöll 50 dollar för varje låt de spelade in. Hösten 1927 gav skivbolaget Victor ut en 78-varvare där gruppen spelade Wandering Boy och Poor Orphan Child. 1928 gavs en andra skiva ut med The Storms Are on the Ocean och Single Girl, Married Girl, som blev populär.
Den 27 maj 1928 fick Ralph Peer gruppen att resa till Camden, New Jersey där de spelade in flera av det som skulle bli deras mest kända låtar, som: Meet me by the Moonlight Alone, Keep on the Sunny Side, Little Darling, Pal of Mine, Forsaken Love, Anchored in Love, I Ain't Goin' to Work Tomorrow, Will You Miss Me when I'm Gone, Wildwood Flower, River of Jordan, Chewing Gum, John Hardy Was a Desperate Little Man. För detta erhöll Carters 600 dollar och reste hem med ett kontrakt som gav dem en liten royalty för försäljningen av deras musik och noter. Låten Wildwood Flower har därefter blivit en standardlåt för traditionella country- och bluegrassmusiker.
I en inspelningssession i februari 1929 spelade de in låtarna: I'm Thinking Tonight of My Blue Eyes, My Clinch Mountain Home, Sweet Fern, Grave on the Green Hillside, Little Moses, Don't Forget This Song, Engine 143. I slutet av år 1930 hade gruppen sålt 300 000 skivor i USA.
A.P., som insåg att det gick att tjäna pengar på varje ny låt han samlade in och dokumenterade med sig själv som upphovsrättsinnehavare, reste runt i trakterna i sydvästra Virginia för att söka efter nya låtar. Under det tidiga 1930-talet blev han vän med Lesley (Esley) Riddle, en svart gitarrist från Kingsport, som följde med A.P. på hans resor där han samlade låtar. Riddles bluesgitarrstil influerade Carters, och speciellt Maybelle som lärde sig nya gitarrtekniker genom att se honom spela.
I juni 1931 gjorde gruppen en skivinspelning i Nashville, Tennessee tillsammans med countrymusiklegendaren Jimmie Rodgers.

## De sista åren
Under vintern 1938-1939 flyttade the Carter Family till Del Rio, Texas och framförde ett radioprogram två gånger per dag på en gränsradiostation belägen i Villa Acuña (nuvarande Ciudad Acuña), Mexiko. Från och med säsongen 1939/1940, blev June Carter (mellersta dottern till Ezra och Maybelle Carter) medlem i gruppen. De spelade då i San Antonio, Texas där programmen förinspelades för att distribueras till flera gränsradiostationer. Hösten 1942 flyttade gruppen sitt program till en radiostation i Charlotte, North Carolina för ett ettårskontrakt där deras program spelades i morgonradion mellan 5:15 och 6:15.
Under sin tid tillsammans gav the Carter Family även många konserter, ofta i närliggande skolor och kyrkor.
Gruppen upplöstes 1943 efter att Sara permanent flyttat till Kalifornien. A.P., Sara och deras barn, Joe och Jeanette Carter spelade in en del låtar under 1950-talet. Maybelle fortsatte att uppträda med sina döttrar Anita, June och Helen som "Mother Maybelle and the Carter Sisters" fram till 1960-talet.

## Influenser
Under 1960-talets folkmusikrörelse framförde folksångare en stor del av låtarna som the Carter Family hade samlat eller skapat. Exempelvis spelade Joan Baez låtarna: Wildwood Flower, Little Moses, Engine 143, Little Darling, Pal of Mine, and Gospel Ship.
Lika viktigt för countrymusiken som familjens repertoar av låtar, var Maybelles gitarrspel. Hon utvecklade sin innovativa gitarrteknik huvudsakligen i avskildhet, och hennes stil kallas numera Carter style of flatpicking (en plektrumteknik). Före Carter Familys inspelningar var gitarren sällan använd som ett soloinstrument. Maybelles sammanflätning av en melodisk linje på basträngarna med periodiskt återkommande slag på de övriga strängarna är numera en grundteknik vid spel på en stålsträngad akustisk gitarr. Flatpickingspelande gitarrister som Doc Watson, Clarence White och Norman Blake tog spelet till en högre teknisk nivå, men de uppger alla Maybelles gitarrspel som inspirationskälla.

## Utmärkelser
The Carter Family blev 1970 invalda i Country Music Hall of Fame och tilldelades namnet "The First Family of Country Music." 1988 blev gruppen invalda i Grammy Hall of Fame och erhöll en Grammy Hall of Fame Award för låten Can the Circle Be Unbroken. År 2001 blev gruppen upptagna i International Bluegrass Music Hall of Honor.